# Медресе Туркмен
Медресе Туркман (Рахманкула караулбеги) (узб. Turkman (Rahmonqul qorovulbegi) madrasasi) — архитектурный памятник, здание медресе в историческом центре Бухары (Узбекистан), воздвигнутое в 1905 году при узбекском правителе Абдулахад-хане на средства туркмена, богатого торговца из Чарджоу — Рахманкула караулбеги.
Двухэтажное медресе является памятником культурного наследия Узбекистана и объектом туристического сервиса.